# Стаффордширський скарб

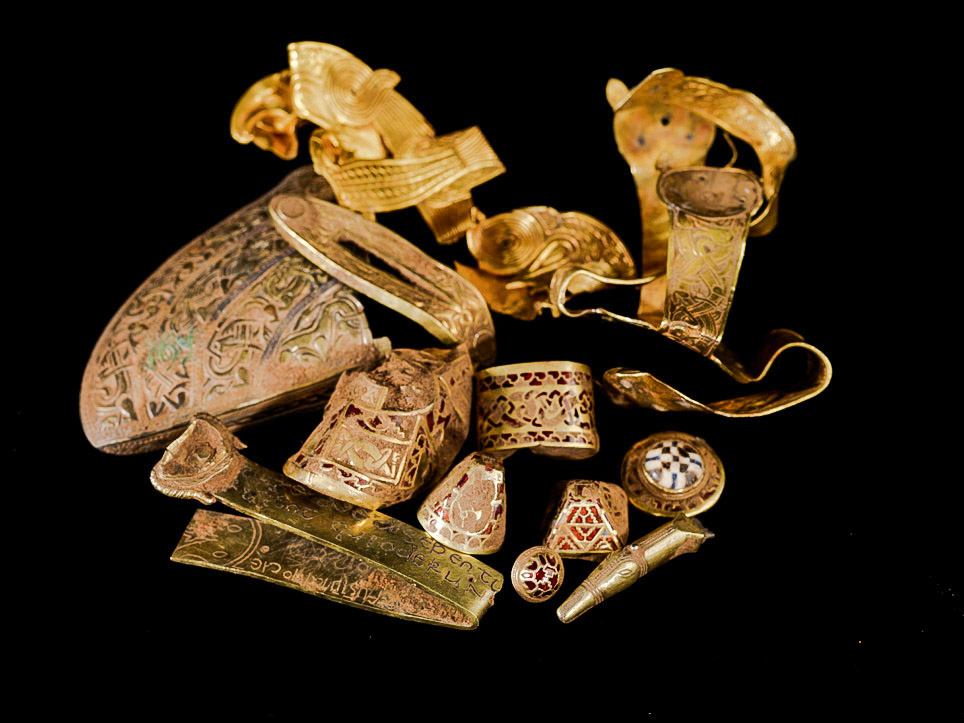
Підбірка деяких деталей зі стаффордширського скарбу (вгорі) та золота рукоятка меча з вставкою з гранатової перегородки (внизу), неочищена археологами, зі слідами ґрунту

Ста́ффордширський скарб (англ. Staffordshire Hoard) — найбільший знайдений скарб англосаксонських золотих та срібних виробів, що залишається таким і в третій декаді XXI століття. Він складається з понад 3500 металевих предметів, загальною вагою 5,1 кг золота, 1,4 кг срібла та близько 3500 гранатових вставок, виготовлених у техніці клуазонне.
Скарб, ймовірно, був захований у VII столітті і містить артефакти, виготовлені у VI—VII століттях. Його виявили у 2009 році на полі поблизу села Хаммервіч, неподалік від Лічфілда (графство Стаффордшир, Англія). На час заховання скарб знаходився на території англосаксонського королівства Мерсія.
Цей скарб має виняткове значення для англосаксонської археології. Більшість артефактів має військовий характер, а серед предметів не знайдено жодних, які могли б належати жінкам. Виготовлення предметів відзначається надзвичайною майстерністю, особливо це стосується особистих речей, таких як мечі та шоломи, що становлять значну частину уламків у скарбі.
Скарб спільно викупили Бірмінгемський музей та художня галерея і Музей та галерея гончарства за 3,285 мільйона фунтів стерлінгів згідно з Актом про скарби 1996.

## Вміст скарбу
Скраб складається з 3490 металічних фрагментів всього 5,094 кг золота та 1,442 кг срібла, разом з 3500 клуазонними гранатовими прикрасами. Він є найбільшим скарбом англосаксонських золотих та срібних об'єктів, знайдених на сьогодні, перевершуючи (щонайменше за кількістю об'єктів) скарб у поховальному човні, знайдений у Саттон Гу в 1939 році.
Всі речі з скарбу мають військовий характер, окрім трьох предметів релігійного призначення. Відсутні речі домашнього ужитку (як посуд, кухонний інвентар чи жіночі прикраси), які зазвичай характерні для англосаксонських знахідок із золота. Вважається, що вміст скарбу був ретельно відібраний перед захованням. Існує консенсус, що більшість предметів скарбу були виготовлені у VII столітті.
Разом з іншими відкриттями, обстеження скарбу показало, що саксонські ювеліри використовували техніку витравлення інших металів із сплаву, щоб надати поверхні золота багатший вигляд. До цієї знахідки така техніка не вважалася характерною для саксонських майстрів. Як і у випадку з іншими англосаксонськими ювелірними виробами, 28 гранатів могли бути привезені аж із Шрі-Ланки чи Афганістану в римський період.
Попередній список вмісту скарбу станом на кінець 2009 року наведено в таблиці нижче. Він не містить предмети, такі як золота голова коня, що знаходились в одному з 33 ґрунтових блоків, які на момент публікації цих даних ще не були досліджені.
| Опис                          | Золото | Срібло | Чистий метал | Сплав | Камінь або скло | Невизначено | Загалом |
| ----------------------------- | ------ | ------ | ------------ | ----- | --------------- | ----------- | ------- |
| Аплікація                     | 1      |        |              |       |                 |             | 1       |
| Бісер                         |        |        |              |       | 1               |             | 1       |
| Ґудзик-прикраса               | 6      | 1      |              |       |                 |             | 7       |
| Брошка                        |        | 1      |              |       |                 |             | 1       |
| Пряжка з пластинкою           | 2      |        |              |       |                 |             | 2       |
| Ґудзик                        | 1      |        |              |       |                 |             | 1       |
| Хрест                         | 5      |        |              |       |                 |             | 5       |
| Купол                         |        | 1      |              |       |                 |             | 1       |
| Облямівка                     | 11     | 69     | 6            | 1     |                 |             | 87      |
| Пластинкова латка             | 1      |        |              |       |                 |             | 1       |
| Прикраса                      | 35     | 11     | 3            | 4     |                 |             | 53      |
| Обрамлення шолому (фольга)    | 16     |        |              |       |                 |             | 16      |
| Фрагмент                      | 79     | 177    | 29           | 19    | 4               | 7           | 315     |
| Гранат                        |        |        |              |       | 26              |             | 26      |
| Прикраса зі скла              |        |        |              |       | 1               |             | 1       |
| Кріплення для зброї           | 15     | 4      |              |       |                 |             | 19      |
| Підставка                     | 3      |        |              |       |                 |             | 3       |
| Шпилька для одягу             | 2      | 5      |              |       |                 |             | 7       |
| Пластина                      | 58     | 13     | 1            | 1     | 1               |             | 74      |
| Кільце                        | 12     | 1      |              |       |                 |             | 13      |
| Заклепка                      | 27     | 29     | 5            | 4     |                 |             | 65      |
| Оправа для коштовностей       | 2      |        |              |       | 1               |             | 3       |
| Листовий метал                | 36     | 233    | 12           | 3     |                 | 2           | 286     |
| Шлак                          |        |        |              |       |                 | 2           | 2       |
| Змійка (прикраса)             | 5      |        |              |       |                 |             | 5       |
| Розсипна прикраса             |        |        | 1            |       |                 |             | 1       |
| Пам'ятний камінь              |        |        |              |       | 1               |             | 1       |
| Стрічка                       | 94     | 102    | 5            | 1     |                 | 1           | 203     |
| Запонка                       | 9      | 3      | 1            |       |                 |             | 13      |
| Пластинки з руків'я меча      | 178    | 29     | 8            | 1     |                 | 1           | 217     |
| Яблуко (елемент руків'я меча) | 69     | 10     | 5            | 2     |                 |             | 86      |
| Пірамідка (прикраса темляка)  | 8      | 1      |              | 1     |                 |             | 10      |
| Темляк                        | 1      |        |              |       |                 |             | 1       |
| Дріт                          | 34     | 13     | 1            |       |                 | 1           | 49      |
| Не ідентифіковано             | 2      | 4      | 1            | 2     | 1               | 8           | 18      |
| Всього                        | 712    | 707    | 78           | 39    | 36              | 22          | 1,594   |

### Зброя

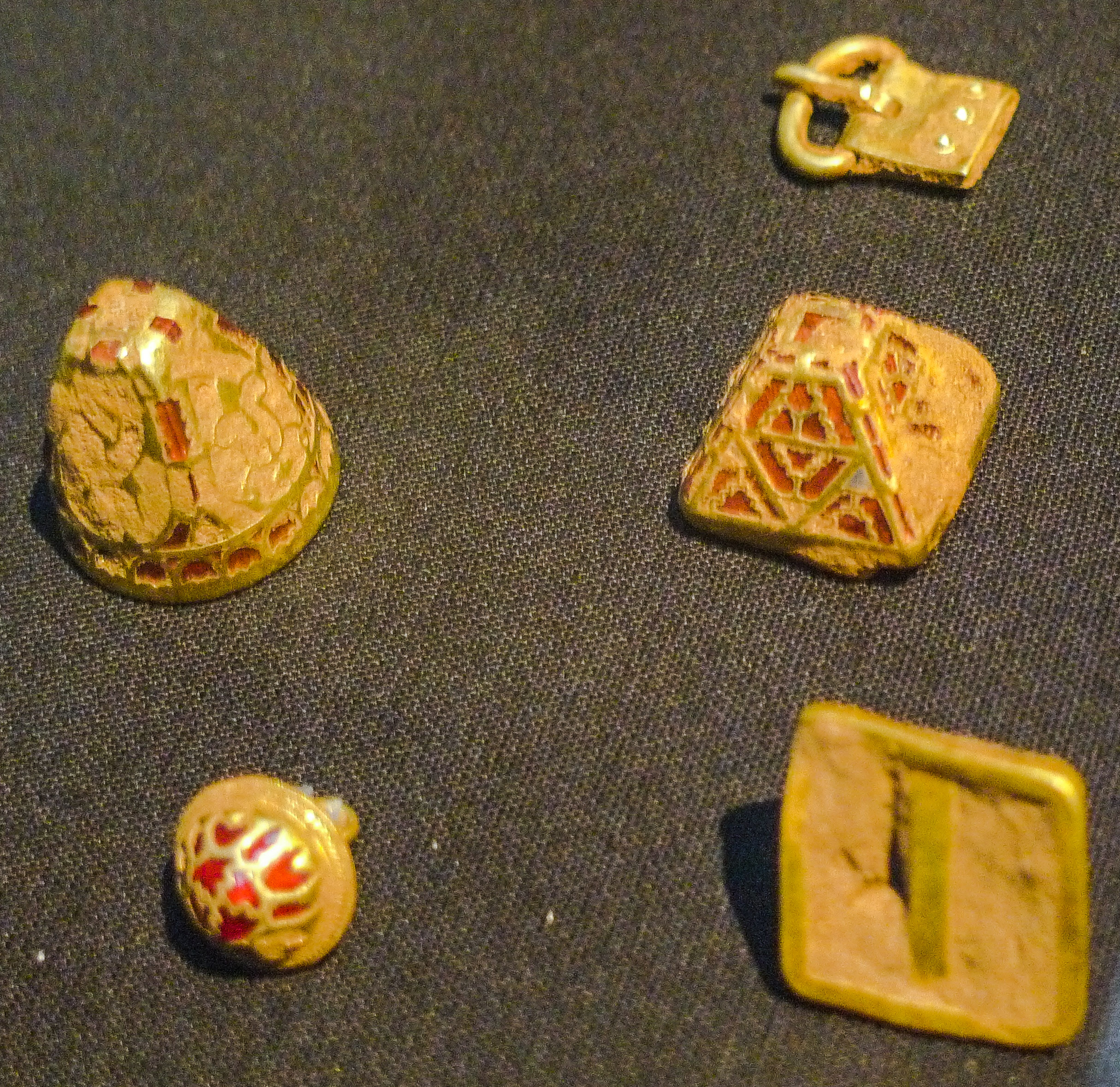
Різні прикраси з неочищеного золота, три з яких оздоблені клуазонним золотом і гранатовими вставками

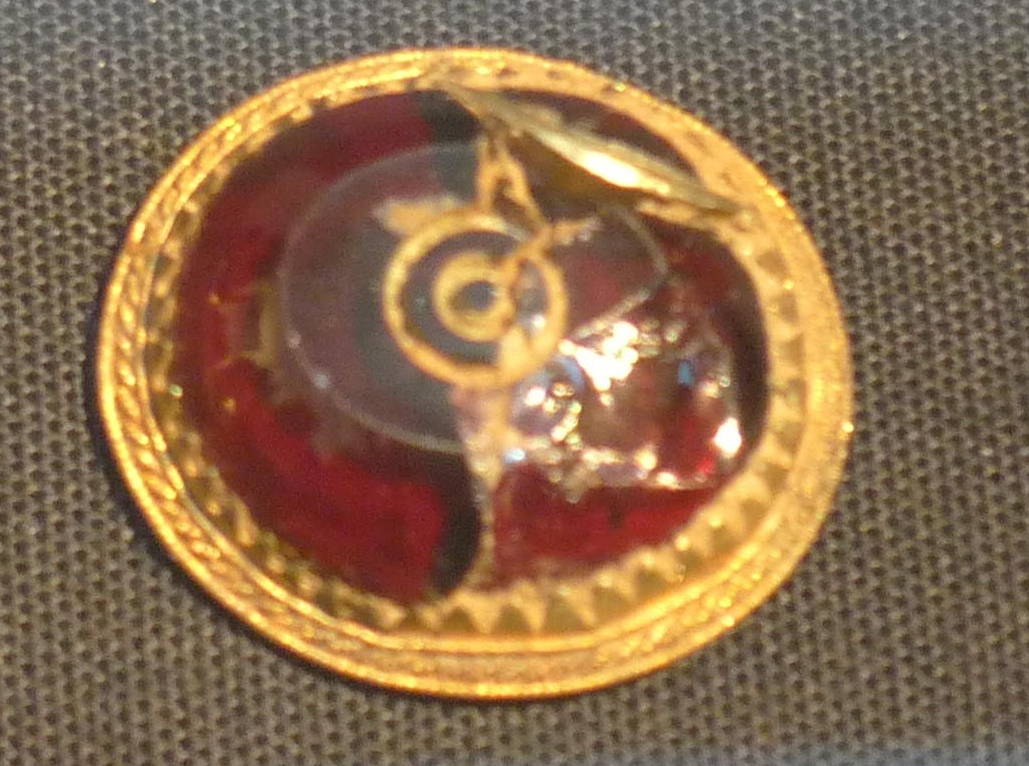
Прикраси меча з гранатами

Стаффордширський скарб містить велику кількість майстерно виготовлених срібних і золотих прикрас для мечів, які були зняті зі зброї. Серед них — 66 золотих ободів ефесів мечів та численні пластини руків'я, деякі з яких інкрустовані клуазонними вставками з гранатів, виконаними у зооморфічному стилі. Особливу увагу привертають 86 мечових яблук (головок руків'я мечів), що становить найбільшу кількість таких предметів, коли-небудь знайдених в одному скарбі. Велика різноманітність їхніх типів (деякі з яких були невідомі до цієї знахідки) підтверджує гіпотезу про те, що мечові яблука виготовлялися впродовж тривалого періоду.

### Хрести

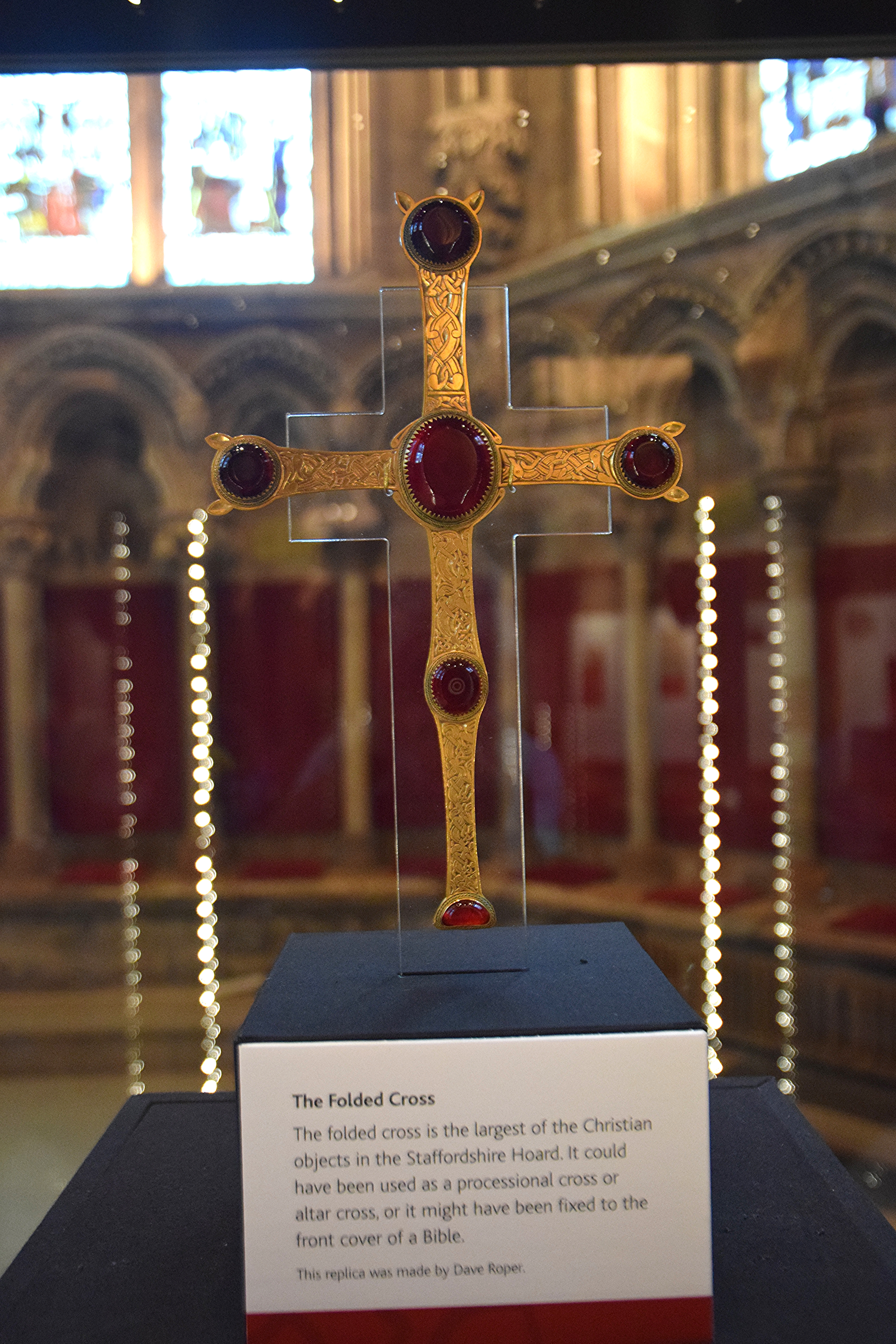
Репліка одного з найбільших хрестів зі Стаффордширського скарбу

Офіційний пресреліз щодо Стаффордширського скарбу зазначає, що єдиними не військовими предметами у скарбі, ймовірно, є два (або, можливо, три) хрести. Однак дослідження Роберта Шарпа вказує на те, що скарб може містити набагато більше фрагментів, пов'язаних із християнством, і являти собою поєднання багатьох християнських та не військових предметів. Найбільший з трьох хрестів має відсутні декоративні елементи (деякі збереглися, але відокремлені), тоді як інші залишилися цілими. Існує припущення, що цей хрест міг бути вівтарним або обрядовим, а можливо, слугував прикрасою для обкладинки книги, наприклад, Євангелія. Проте хрест був захований у складеному стані, що породжує запитання про причини такого рішення, щодо яких було висунуто три гіпотези:
- Практична причина — хрест склали перед похованням, щоб він зайняв менше місця.
- Язичницьке походження — це могло свідчити про те, що поховання здійснили язичники, які не шанували християнський характер предметів.
- Християнська пошана — навпаки, поховання могли зробити християни з метою позбавити хрест та інші християнські реліквії священного статусу перед їх похованням.

### Золота стрічка

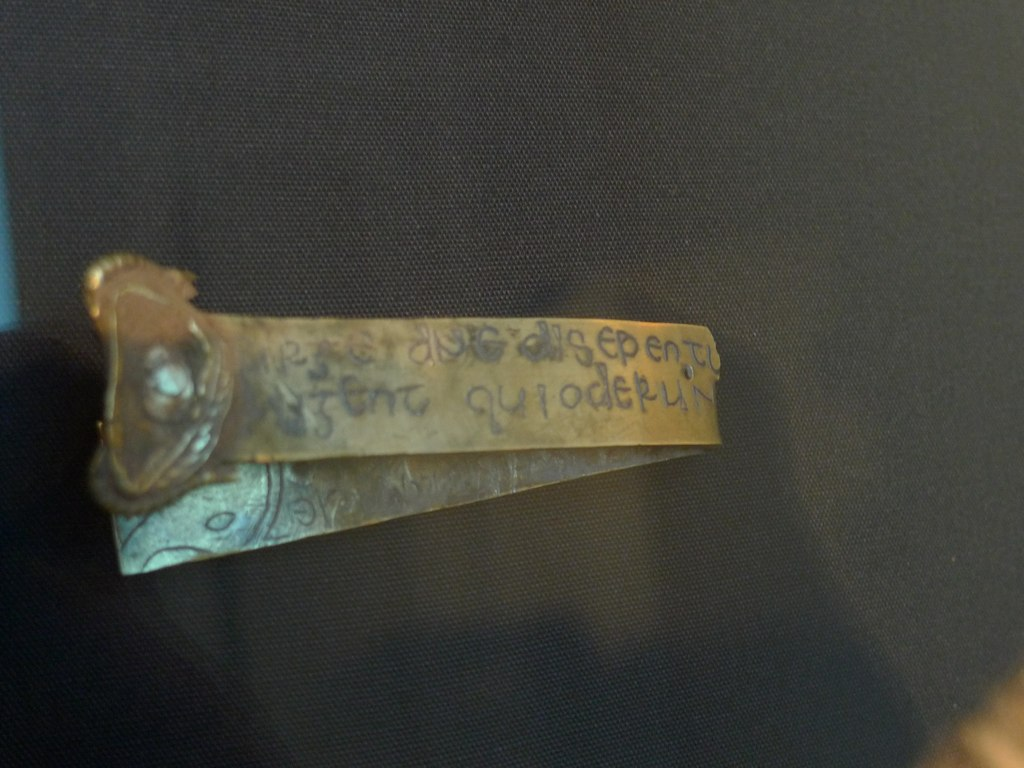
Золота стрічка з написом

Одним із найцікавіших артефактів Стаффордширського скарбу є маленька золота стрічка (StH 550) розміром 179×15,8×2,1 мм у розгорнутому стані. На стрічці викарбувано цитату із Книги Чисел 10:35, написану ірландсько-англосаксонським письмом з обох боків:
[S]URGE: DNE: DISEPENTURINIMICITUIE/T | [F]UGENT QUIODERUNTTEAFACIETUA (ззовні)
SURGE DNE DISEPINTUR […MIC]ITUIE/TFUGIU[N/T]QUIO DE | [R]UNTTE AF ACIE TU[..]DIUIE NOS[.R.] (всередині)
У перекладі Nova Vulgata цей біблійний вірш виглядає так: Surge Domine et dissipentur inimici tui et fugiant qui oderunt te a facie tua (в перекладі Івана Хоменка: «Устань, Господи! Нехай розсиплються вороги твої! Нехай розбіжаться від обличчя твого ті, що ненавидять тебе!»). Текст на внутрішній стороні стрічки частково нерозбірливий, що може вказувати на його використання як тренувального напису, оскільки він, ймовірно, не був призначений для огляду.
Ця біблійна цитата часто використовувалася в середньовічній літературі, зокрема, у Житті Святого Ґутлака, складеному близько 730-х років. Святий Ґутлак, який жив у Мерсії, використав цю цитату під час зустрічі з Етельбальдом, майбутнім королем Мерсії, пророкуючи, що вороги царя «тікатимуть від обличчя його». Подібний вірш із Псалма 68:2 також згадується у творі, коли Ґутлак виганяє демона зі свого видіння. Дослідник Роберт Шарп припустив, що цей напис виражає жах перед великою загрозою, якою, найімовірніше, було вторгнення вікінгів. Це свідчить про те, що церква вбачала у вікінгах серйозну загрозу. Швидше за все, ця стрічка прикрашала хрест, який використовувався в церковних обрядах. За палеографічним аналізом, напис, ймовірно, датують VIII століттям, хоча можливі також кінець VII або початок IX століття. Найбільш схожим за стилем і змістом до цього напису є текст на свинцевій табличці з Фліксборо, датований VIII або IX століттям.

## Контекст та ціль заховання
Скарб був захований у віддаленому районі на південь від римської дороги Вотлінг Стріт, приблизно за 4 кілометри на захід від римського поселення Летоцетум. На момент заховання ця територія входила до поза-парафіяльної зони Ogley Hay (нині частина Хаммервіцької парафії) та розташовувалася на пагорбі, який розділяв території кланів Pencersæte і Tomsæte в королівстві Мерсія.
Артефакти зі Стаффордширського скарбу відзначаються винятково високою якістю. Особливу увагу привертає той факт, що до скарбу свідомо відбирали артефакти військового призначення, зокрема прикраси для мечів, що вказує на те, що заховання не було просто схованкою награбованих багатств. Більшість золотих і срібних предметів перед похованням навмисно від'єднували від об'єктів, які вони прикрашали. Дослідник Ніколас Брукс пов'язує військовий характер артефактів зі звичаєм дарувати зброю та обладунки васалів своєму королю (геріот) у разі смерті дворянина. Це вказує на можливий ритуальний характер заховання. Від'єднання мечових яблук від мечів також має паралелі в епосі Беовульф, де описано, як воїни знімали мечові яблука з мечів переможених ворогів.
Мартін Волл припустив, що скарб може бути пов'язаний із Педою, королем Мерсії, який правив у 655—656 роках. Дослідник Роберт Шарп пов'язує поховання скарбу з нападом вікінгів на Лічфілд у 875 році та припускає, що скарб могли втратити приблизно в той самий час, коли Лічфілдське Євангеліє було перенесено з Лічфілда до Уельсу.

## Відкриття та розкопки
Золоті артефакти виявив Террі Герберт, член Блоксвічського пошукового і металодетекторного клубу, 5 липня 2009 року, коли обшукував металошукачем ділянку нещодавно розораної сільськогосподарської землі поблизу Гаммервіча, графство Стаффордшир Впродовж наступних п'яти днів з ґрунту викопали 244 золоті об'єкти. Після цього Террі сконтактував з Дунканом Сларке з Офісу допомоги знахідкам (англ. Finds Liaison Office) для того, щоб скористатись Програмою сприяння пошуковцям античності (англ. Portable Antiquities Scheme). Землевласник, Фред Джонсон, дав дозвіл на розкопки і пошук решти скарбу.

### Розкопки в 2009
Розкопки були профінансовані державною комісією English Heritage, яка найняла компанію Birmingham Archaeology, що спеціалізувалася на археологічних дослідженнях. Оскільки попереднє зорювання поля розкидало артефакти по території, було розкопано ділянку розміром 9 на 13 метрів:6. Через значущість знахідки точне місце скарбу спочатку трималося в таємниці. Геофізичне обстеження місця знахідки виявило ймовірну канаву, викопану поблизу місця поховання. Хоча під час розкопок не було знайдено жодних артефактів, які б допомогли точно датувати цю пам'ятку, було заплановано подальші дослідження. Загалом було виявлено понад 3500 об'єктів. Остаточне геофізичне дослідження з використанням спеціалізованого обладнання, наданого Home Office (міністерський департамент Уряду Її Величності), підтвердило, що, ймовірно, на місці не залишилося незнайдених артефактів:6–8.
Про відкриття скарбу було публічно оголошено 24 вересня 2009 року, що привернуло увагу світової громадськості. Офіційний вебсайт, створений для демонстрації знахідок, за перший тиждень після оголошення набрав понад 10 мільйонів переглядів. Поки компанія Birmingham Archaeology продовжувала обробляти артефакти, деякі предмети були виставлені у Бірмінгемському музеї та художній галереї до 13 жовтня 2009 року, привернувши увагу понад 40 000 відвідувачів:8-9. Ендрю Хей, коронер Південного Стаффордширу, офіційно оголосив цю знахідку скарбом:8–9, що зробило її власністю Корони. Пізніше частину знахідок було виставлено в Музеї та галереї гончарства в Сток-он-Тренті, а ключові артефакти та численні дрібні предмети були доставлені до Британського музею в Лондоні, де розпочалася їх каталогізація, очищення та консервація.
Станом на 24 вересня 2009 року було відновлено 1381 предмет, з яких 864 важили менше ніж 3 грами, а 507 — менше 1 грама, залишалося лише 10 великих предметів. Рентгенівське дослідження невивчених грудочок землі вказувало на те, що можуть існувати ще невиявлені елементи скарбу. Ранній аналіз показав, що скарб не був пов'язаний із похованням, що робить його ще більш унікальним.

### Розкопки в 2010

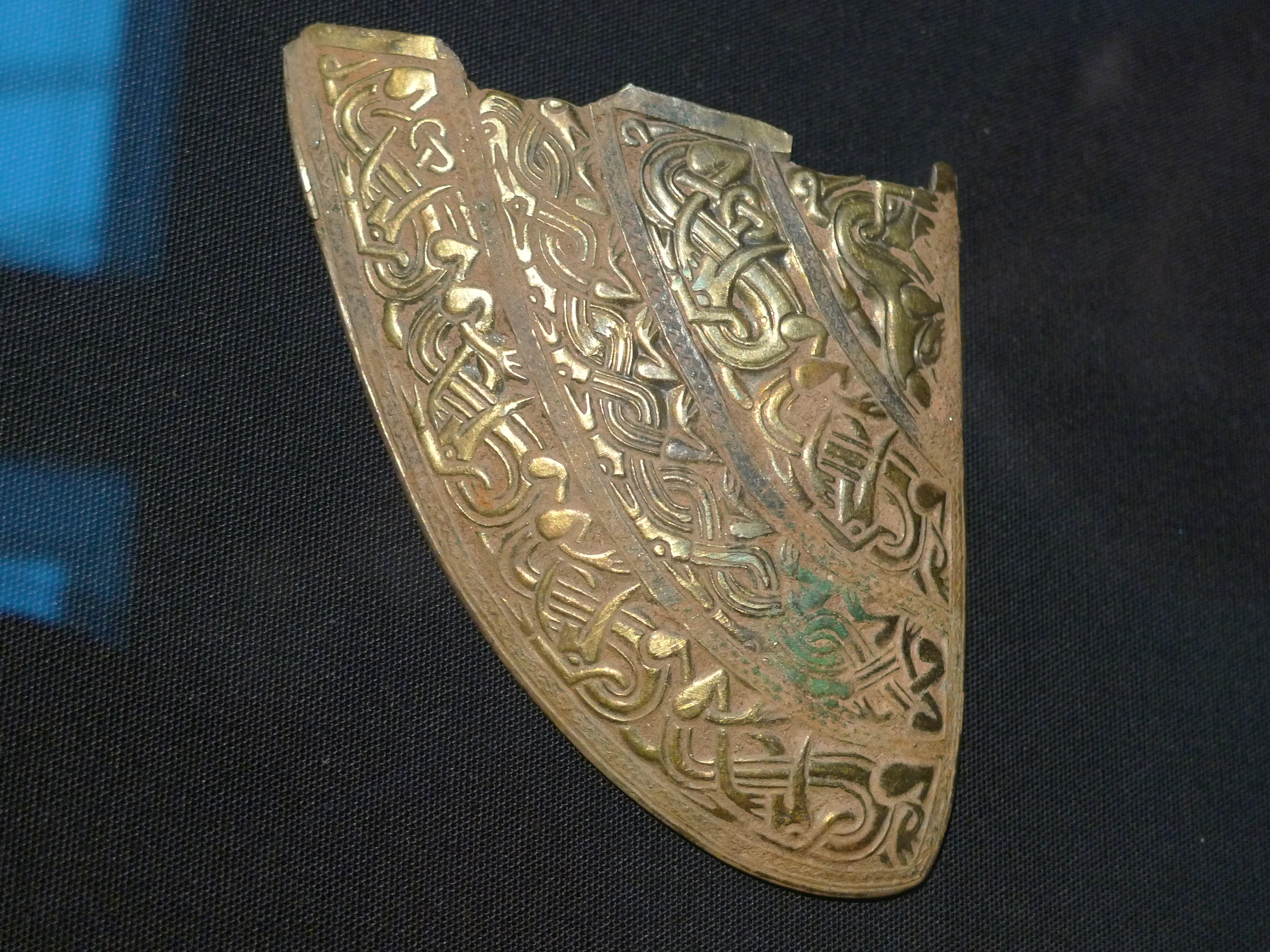
Частина шолома зі Стаффордширського скарбу

Наприкінці березня 2010 року група археологів провела додаткові розкопки на місці знахідки, викопавши 100 метрів траншей і кілька ям у полі. За словами археолога округу Стаффордшир Стівена Діна, на полі більше не залишилося ні золота, ні інших скарбів, які можна було б виявити. Метою нових розкопок було зібрання даних для датування знахідок та аналізу слідів природного середовища. Археологи сподіваються, що ці дані допоможуть відтворити вигляд ландшафту в той період, коли було закопано скарб.

### Знахідки в 2012
У грудні 2012 року було оголошено, що на полі, де виявили Стаффордширський скарб у 2009 році, знайдено ще 91 виріб із золота та срібла. Ці знахідки було виявлено в листопаді 2012 року, коли археологи та детектористи з Archaeology Warwickshire, які працювали на замовлення Стаффордширської окружної ради та English Heritage, обстежили поле після його розорювання. Хоча більшість знахідок важили менше ніж 1 грам, було також виявлено кілька більших предметів, зокрема хрестоподібне кріплення, орелеподібне кріплення та шматок щоки шолома, що відповідає одній зі знахідок 2009 року. Вважається, що ці додаткові артефакти є частиною оригінального скарбу.
У січні 2013 року 81 із 91 нових предметів було оголошено скарбом за рішенням коронера. Після оцінки Комітетом з оцінки скарбів ці предмети були придбані Стаффордширською окружною радою для об'єднання з оригінальним скарбом. Хоча ці артефакти були знайдені археологами, кошти від їх продажу розподілили між Гербертом і Джонсоном — першовідкривачами скарбу. Десять предметів не були визнані скарбами та були класифіковані як сучасні відходи.
Археолог Кевін Ліхі з Британського музею заявив, що десять предметів, не визнаних частиною оригінального скарбу, можуть належати до іншого англосаксонського скарбу. Два з цих предметів є високоякісними зразками мідного сплаву, але за стилем вони відрізняються від золотих та срібних виробів оригінальної колекції. Кевін Ліхі дійшов висновку, що «англосакси неодноразово використовували це місце для поховання речей», що може свідчити про ритуальний або сакральний характер місця знахідки.

### Оцінка та продаж

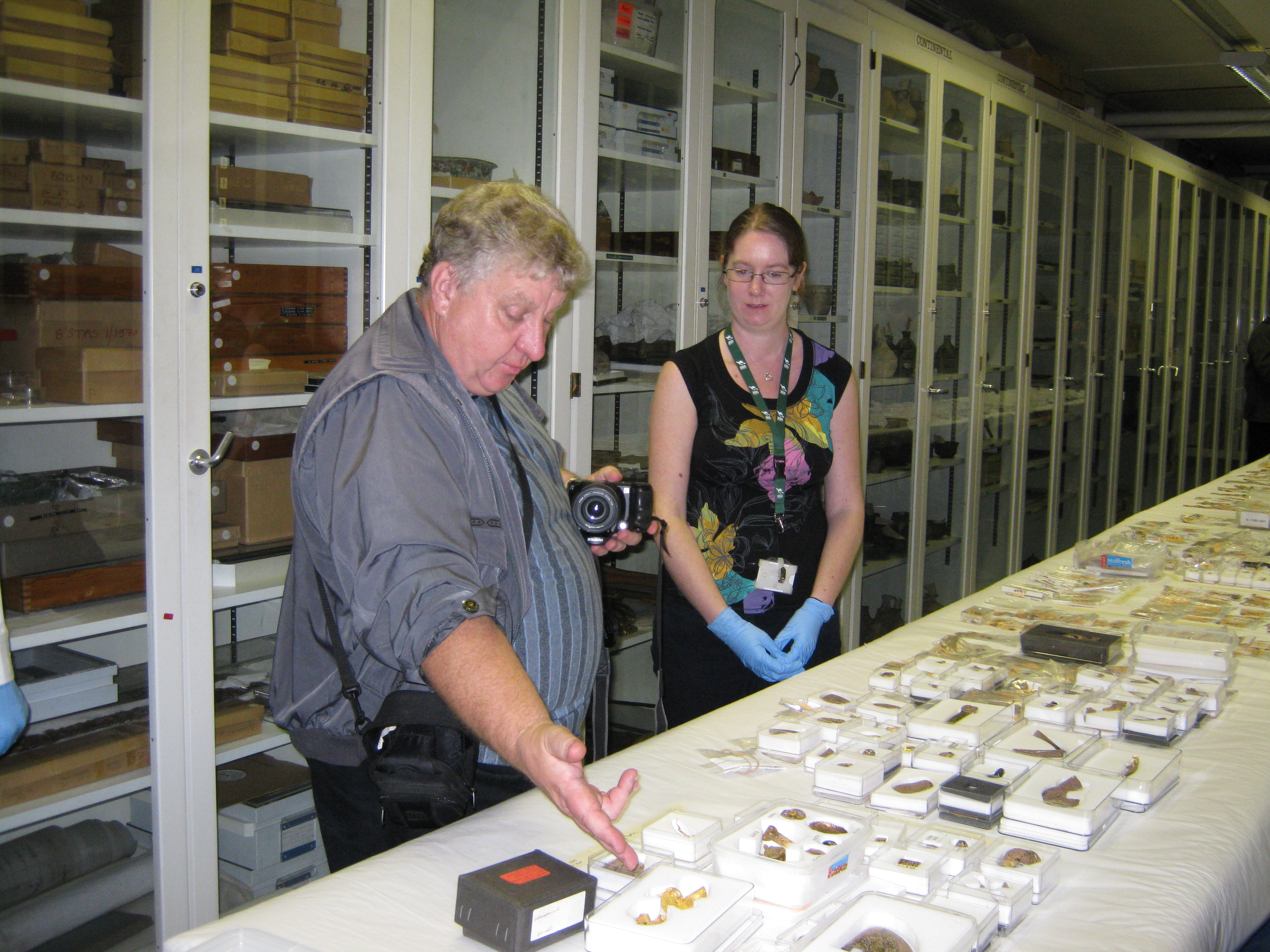
Террі Герберт оглядає речі зі Стаффордширського скрабу в Британському музеї

25 листопада 2009 року Комітет з оцінки скарбів оцінив Стаффордширський скарб у 3,285 мільйона фунтів стерлінгів. Відповідно до положень Акту про скарби 1996 року, ця сума мала бути виплачена як винагорода шукачу та власнику землі, причому кошти поділялися порівну між ними. Виплату здійснював музей, який виявить бажання придбати скарб.
Після оголошення оцінки Бірмінгемський музей та художня галерея спільно з Музеєм та галереєю гончарства в Генлі (графство Стаффордшир) оголосили про намір спільно придбати скарб. Для цього було організовано публічний краудфандинг, щоб зібрати необхідні 3,285 мільйона фунтів стерлінгів. Координацію збору здійснювала британська благодійна організація Art Fund. Якби необхідну суму не було зібрано до 17 квітня 2010 року, скарб могли б виставити на аукціон або продати приватним колекціонерам, що призвело б до розділення унікальної колекції. 23 березня 2010 року було оголошено, що вся сума зібрана за три тижні до встановленого терміну завдяки гранту в розмірі 1,258 мільйона фунтів стерлінгів від Меморіального фонду національної спадщини. Цей грант доповнив кошти, зібрані від приватних осіб, місцевих рад та інших організацій. Хоча основну суму було зібрано, збір коштів продовжили, щоб отримати додаткові 1,7 мільйона фунтів стерлінгів для фінансування збереження, вивчення та демонстрації скарбу.
Террі Герберт, який знайшов скарб, і Фред Джонсон, власник землі, на якій було зроблено знахідку, отримали по половині від 3,285 мільйона фунтів стерлінгів. Згодом, преса повідомила, що двоє чоловіків посварились через розподіл грошей.

### Експозиція
Скарб вперше був виставлений на огляд у Бірмінгемському музеї та художній галереї з 24 вересня 2009 року по 13 жовтня 2009 року. Згодом частину колекції демонстрували у Британському музеї з 3 листопада 2009 року до 17 квітня 2010 року. Вісімдесят предметів зі скарбу, включно із золотою головою коня, яку раніше не виставляли, експонували в Музеї та галереї гончарства з 13 лютого 2010 року по 7 березня 2010 року. Предмети зі скарбу також були представлені в Національному географічному музеї у Вашингтоні (США) з 29 жовтня 2011 року по 4 березня 2012 року. З 2014 року у Бірмінгемському музеї функціонує постійна галерея, присвячена Стаффордширському скарбу, а в Музеї гончарства діє постійна експозиція. Регулярно проводяться тимчасові виставки на історичних місцях королівства Мерсія, зокрема у замку Тамворт та соборі Лічфілд, як частини проєкту «Мерсійський шлях». Дві реконструкції шолома зі скарбу були виготовлені для експонування в музеях Бірмінгема та Стока.
У 2016 році прикраси зброї зі скарбу вирушили у національне турне під назвою «Скарби воїнів: Саксонське золото зі Стаффордширського скарбу», яке охопило Королівський музей-арсенал у Лідсі (травень — жовтень) та Бристольський музей та художню галерею (жовтень 2016 — квітень 2017).
У 2020 році частину скарбу планували виставити у центрі відвідувачів Національного трасту в Саттон-Гу разом із предметами з Британського музею, але виставка була скасована через пандемію COVID-19.

## Дослідження і збереження
У 2012 році розпочався великий дослідницький та охоронний проєкт з очищення та дослідження об'єктів Стаффордширського скарбу. Проєкт фінансують фонд Historic England, Бірмінгемський музей та Музей та галерея гончарства, за підтримки інших меценатів.
Перший етап дослідницького проєкту тривав у 2012—2014 рр. і переважно був зосереджений на очищенні та каталогізації об'єктів, а також проведенні програми наукового аналізу в Британському музеї. 2014 року вчені спробували згрупувати всі об'єкти протягом декількох тижнів інтенсивного дослідження, а після цього другий етап зосередився на об'єднанні зламаних об'єктів, подальшому науковому аналізі та типологічному дослідженні. Вивчення об'єктів завершили 2016 року, а зараз триває робота над остаточним опублікуванням результатів, яка охоплюватиме Інтернет-каталог, а також публікацію досліджень.
Дослідницький проєкт відкрив багато нових поглядів на колекцію, включаючи низку нових предметів та інформацію про виготовлення металічних виробів та конструкцію об'єктів. Наприклад, візантійські монети, як вважають, є основним джерелом золота, знайденого в цих предметах, і гранати, ймовірно, були перероблені з римських предметів, деякі з них походять з Індії та Шрі-Ланки.
2018 року археологи завершили реставрацію позолоченого шолома із Стаффордширського скарбу. Унікальний шолом був багато оздоблений — про це свідчать майже 1800 знайдених фрагментів. На жаль, основа шолома не вціліла, але дослідники виявили залишки срібної фольги, покритої рельєфним позолоченням, якою він був декорований і на основі цього відтворили шолом.

## Документальні фільми та медійне висвітлення
26 січня 2012 року скарб був презентований у документальному фільмі BBC Two «Saxon Hoard: A Golden Discovery» з телевізійним істориком Деном Сноу у ролі ведучого. Подібне шоу під назвою «Секрети саксонського золота» вийшло в ефір 22 квітня 2012 року як спеціальний випуск програми «Time Team», представленої Тоні Робінсоном.